# Pinel & Pinel
Pour les articles homonymes, voir Pinel.
Pinel & Pinel est une entreprise française œuvrant dans la conception, la fabrication et la vente de produits de luxe, notamment dans les domaines de la maroquinerie, de la malletterie et de la maison. La société est fondée à Paris en 1998 par Fred Pinel.

## Histoire

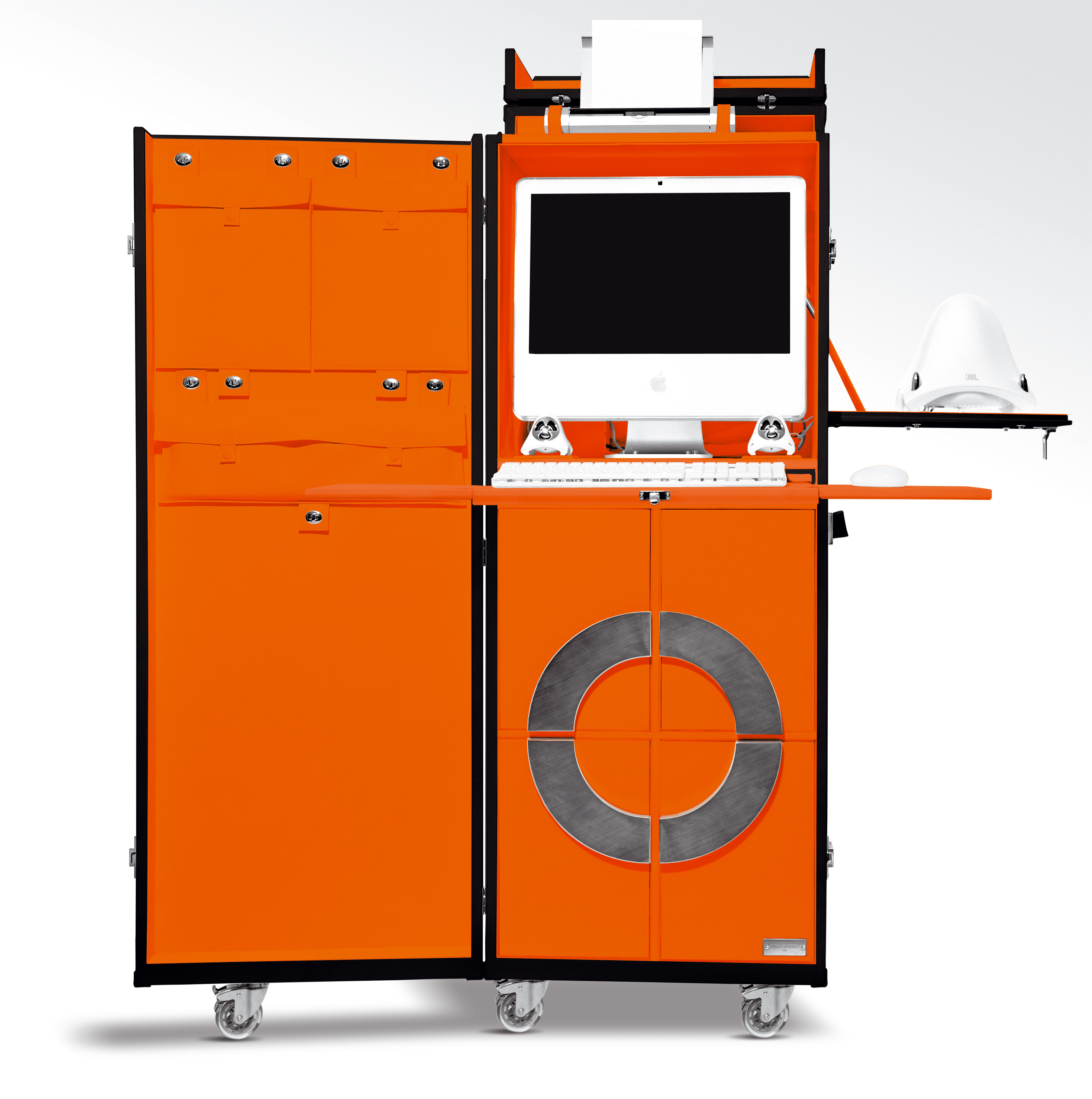
Malle i-Trunk orange par Pinel & Pinel.

Fred Pinel travaille d'abord dans la publicité. Au début des années 1990, il crée l'agence de publicité Quatrième Dimension, avant de se diriger vers l'artisanat pour ouvrir son entreprise en 1998. Il développera d'abord des accessoires pour fumeurs et de la petite maroquinerie.
En 2002, sa collection d'étuis à cigares colorés est distribuée chez Colette.
À partir de 2004, Fred Pinel développe ses premières malles (malle se traduit par Trunk en anglais) pour ranger un iMac (i-Trunk), un vélo (Bike Trunk) et un home-cinéma (Soprano Trunk).
La boutique Pinel & Pinel située au 22 rue Royale ouvre en 2011 avec l'intention de fabriquer des « malles originales, colorées et de haute technologie » comme une malle pour disc-jockeys avec table de mixage et haut-parleurs.
En juillet 2012, Pinel & Pinel lance la Malle Arcade PS/PS Arcade Trunk, une borne d'arcade de luxe basée sur la PlayStation 3 et un écran LED 3D full HD de 55 pouces rétractable.
Depuis 2015, Pinel & Pinel développe une gamme de maroquinerie de luxe, utilisant, entre autres, du crocodile ou du galuchat.
Pinel & Pinel a également collaboré avec l'artiste Hom Nguyen, pour la réalisation de trois malles monumentales en cuir, sur lesquelles ont été dessinées les masques crayonnés de la série Sans Repères. Ces trois œuvres d'art ont été présentées au Palais de Tokyo, le 15 juin 2016.

## Activités

### Fabrication
Les malles et sacs Pinel & Pinel sont conçus et fabriqués à Paris au sein de l'atelier situé au 60 rue d'Avron et de 3 boutiques à Paris.
Sur la question du prix, la malle i-Trunk est évaluée à 54 700 $, la malle Soprano à 40 000 euros, la malle Pic Nic à 30 000 euros. La paire de tongs Havaianas est à 450 euros.Au printemps 2016, les mini malles sont vendues à 2 800 euros.

### Collaborations

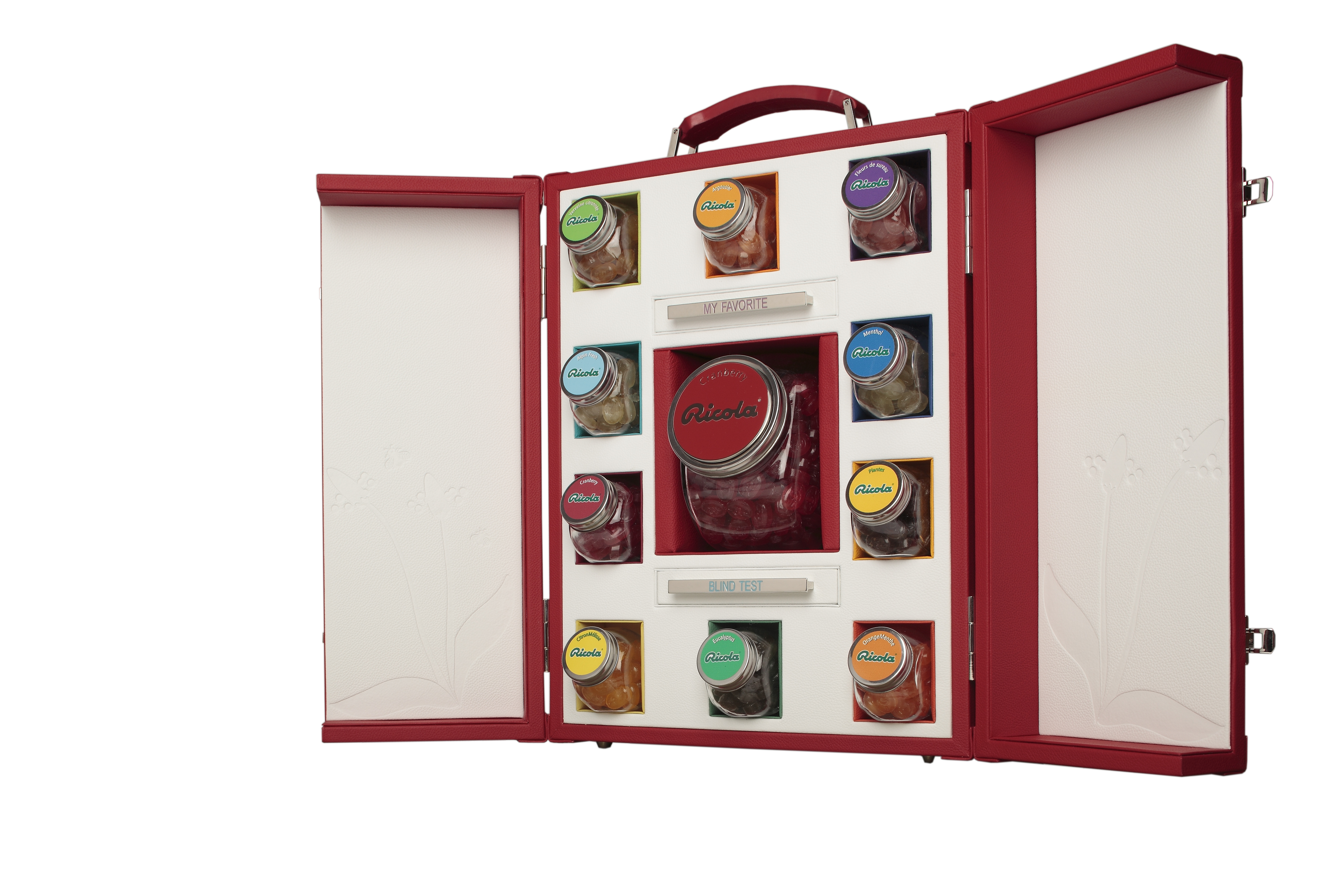
Malle Ricola Cranberry par Pinel & Pinel.

La maison Pinel & Pinel collabore avec des marques françaises et internationales telles que :
- Ski Lacroix : malle contenant une paire de skis, une paire de fixations, des bâtons, des gants de ski en cuir, un masque de ski et deux vides poches en cuir[12]
- Krug : malle Pic Nic composée de 3 bouteilles Krug, de cuillères à caviar et de chaises de bar en cuir[13],[4]
- Piaget : malle pouvant contenir 51 montres (pour collectionneurs). L'alcôve centrale est munie d'un mécanisme à rotor pour remonter les montres[14].
- Vacheron Constantin
- Martell : The Martell Trunk contenant tout un univers d'accessoires relatifs à la consommation de cognac[15]
- Christofle
- La maison de parfum Patou : Coffret pour parfum[16]
- Vilebrequin : malle de rangement pour maillot de bain cousu de fil d'or[17]
- Laguiole : Coffret à couteau[18]
- Bang & Olufsen : malle Soprano avec chaîne hi-fi et pouvant contenir 480 CDs[19],[4]
- Ricola[20]
- Havaianas : Paire de tongs[21],[9]
- L'hôtel Shangri-La : trois sapins gainés de cuir pour décorer l'entrée de l'hôtel[22]
- Brompton : la malle Bike pouvant contenir un vélo pliable Brompton[3],[4]

La maison Pinel & Pinel a également collaboré avec l'artiste Hom Nguyen, pour la réalisation de trois malles monumentales en cuir, sur lesquelles ont été dessinées les masques crayonnés de la série Sans Repères. Ces trois œuvres d'art ont été présentées au Palais de Tokyo, le 15 juin 2016.
Pinel & Pinel développe 180 tables de chevet pour l'hôtel de luxe Cheval Blanc de Paris.